# James Badge Dale
James Badgett Dale, dit James Badge Dale, né le 1er mai 1978 à New York (État de New York), États-Unis, est un acteur américain.
Il est surtout connu pour son rôle de Chase Edmunds dans la troisième saison de 24 Heures chrono et Robert Leckie dans la série L'Enfer du Pacifique.

## Biographie
James Badge Dale est né 1er mai 1978, à New York. Son père, Grover Dale est acteur et sa mère, Anita Morris, est actrice.

### Vie privée
Il est en couple avec l'actrice Emily Wickersham, notamment vue dans NCIS : Enquêtes spéciales depuis 2019.
Ils deviennent parents d'un petit garçon nommé Cassius le 30 décembre 2021, puis d'un petit Zephyr le 2 octobre 2024.
Ils se marient le 27 septembre 2024.

## Carrière
Il débute au cinéma en 1990 dans L'Île oubliée. Il fait ses premiers à la télévision en 2002 dans New York, unité spéciale.
Entre 2003 et 2004, il tient un rôle dans 24 Heures chrono. Plus tard, il reprend son rôle dans le jeu vidéo du même nom.
En 2006, il a un petit rôle dans Les Infiltrés de Martin Scorsese

## Filmographie

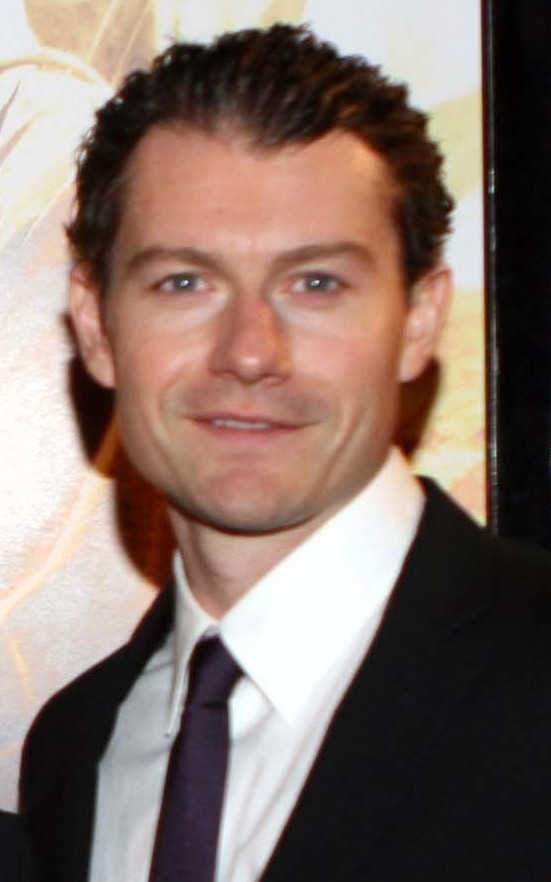
James Badge Dale en 2010.

### Cinéma
- 1990 : L'Île oubliée (Lord of the Flies) d'Harry Hook : Simon
- 2003 : Nola d'Alan Hruska : Ben
- 2004 : Cross Bronx de Larry Golin : Rob-O
- 2005 : The Naked Brothers Band: The Movie de Polly Draper : Le nouveau marié romantique
- 2006 : Les Infiltrés (The Departed) de Martin Scorsese : Barrigan
- 2010 : NoNames de Kathy Lindboe : Kevin
- 2010 : Polish Bar de Ben Berkowitz : Tommy
- 2011 : La Conspiration de Robert Redford : William Hamilton
- 2012 : Le Territoire des loups (The Grey) de Joe Carnahan : Luke Lewenden
- 2012 : Shame de Steve McQueen : David
- 2013 : Iron Man 3 de Shane Black : Eric Savin / Coldblood
- 2013 : World War Z de Marc Forster: Le Capitaine Speke
- 2013 : Lone Ranger : Naissance d'un héros (The Lone Ranger) de Gore Verbinski : Dan Reid
- 2013 : Parkland de Peter Landesman : Robert Edward Lee Oswald Jr
- 2013 : Flight de Robert Zemeckis : L'homme dans les escaliers de l'hôpital
- 2014 : Stretch de Joe Carnahan : Laurent
- 2014 : Miss Meadows (en) de Karen Leigh Hopkins : Shérif
- 2015 : The Walk : Rêver plus haut de Robert Zemeckis : Jean-Pierre
- 2015 : Echoes of war de Kane Senes : Wade
- 2016 : 13 Hours de Michael Bay : Rone
- 2016 : Spectral de Nic Mathieu : Dr Mark Clyne
- 2017 : Line of Fire (Only the Brave) de Joseph Kosinski : Jesse Steed
- 2018 : Aucun homme ni dieu (Hold the Dark) de Jeremy Saulnier : Donald Marium
- 2018 : Donnybrook de Tim Sutton : Whalen
- 2019 : Les Baronnes (The Kitchen) d'Andrea Berloff : Kevin O'Carroll
- 2020 : The Empty Man de David Prior : James Lasombra

### Télévision

#### Séries télévisées
- 2002 : New York, unité spéciale (Law and Order: Special Victims Unit) : Danny Jordan
- 2003 - 2004 : 24 Heures chrono : Chase Edmunds
- 2005 : Les Experts : Adam Trent
- 2005 : Les Experts : Miami (CSI:Miami) : Henry Darius
- 2005 : Les Experts : Manhattan (CSI:NY) : Henry Darius
- 2007 : The Black Donnellys
- 2010 : The Pacific : Robert Leckie
- 2010 : Rubicon : Will Travers
- 2020 : Hightown : Ray Abruzzo
- 2022 : 1923 : John Dutton Sr.

### Jeux vidéo
- 2006 : 24 Heures chrono, le jeu

## Voix françaises
- Pierre Tessier dans :
  - Les Experts : Miami (série télévisée)
  - Les Experts : Manhattan (série télévisée)
  - Parkland[4]
  - Safety

- Jérôme Pauwels dans :
  - Flight[5]
  - The Walk : Rêver plus haut
  - Line of Fire

- Jean-Baptiste Marcenac dans :
  - Iron Man 3[6]
  - Lone Ranger : Naissance d'un héros[7]
  - The Empty Man

- Guillaume Lebon dans :
  - 24 Heures chrono[8] (série télévisée)
  - Le Territoire des loups[9]

- Axel Kiener dans :
  - The Pacific[10] (série télévisée)
  - Shame

- Loïc Houdré dans :
  - World War Z[11]
  - Stretch

- David Krüger dans :
  - Aucun homme ni dieu
  - 1923 (série télévisée)

Et aussi
- Sébastien Desjours dans New York, unité spéciale (série télévisée)
- Éric Aubrahn dans The Black Donnellys[12] (série télévisée)
- David Manet dans La Conspiration
- Jochen Haëgele dans 13 Hours
- Simon Duprez dans Spectral